# Indiana Jones i ostatnia krucjata

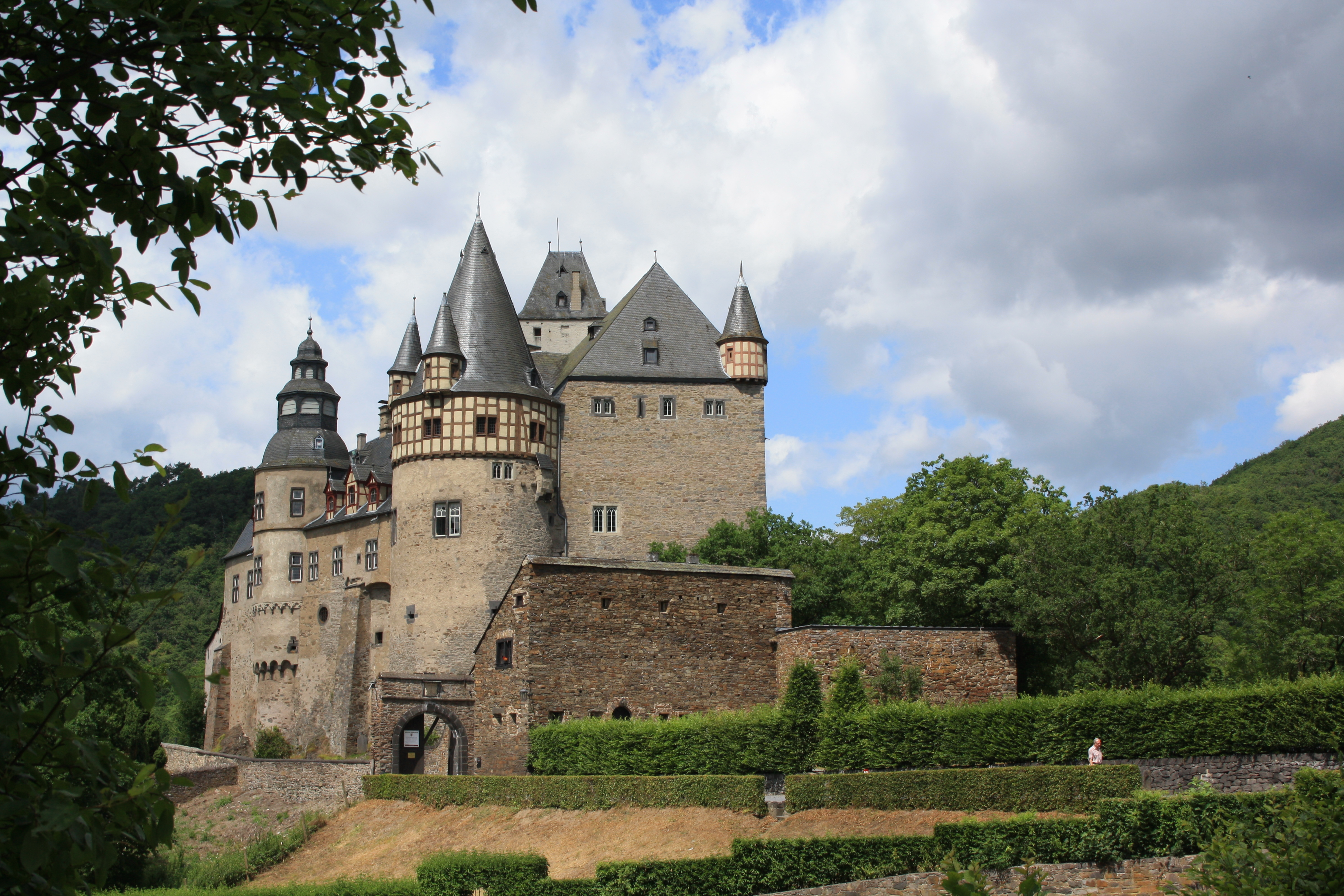
Zamek Bürresheim

Indiana Jones i ostatnia krucjata (ang. Indiana Jones and the Last Crusade) – amerykański film przygodowy z 1989 roku w reżyserii Stevena Spielberga.
Trzeci z kolei film o niezwykłych perypetiach Indiany Jonesa, archeologa i poszukiwacza przygód, choć nieraz numerowany również jako 25. część z racji włączania do kanonu serii Przygód młodego Indiany Jonesa i traktowania całości jako Wielkiej Księgi Przygód Indiany Jonesa. W rolę tytułową po raz kolejny wcielił się Harrison Ford, a ojca dzielnego archeologa zagrał Sean Connery.

## Fabuła
Film rozpoczyna się w 1912 roku, gdy Indiana Jones ma ok. 15 lat i jest skautem. Szuka krzyża Coronado w Utah. Chce oddać znaleziony skarb do muzeum, ale ścigają go inni poszukiwacze. Indy ucieka przed nimi przez pociąg, który przewozi zwierzęta (ma bliskie spotkania z nosorożcem i wężami), ale ostatecznie udaje mu się uciec do domu, w którym spotyka swojego ojca. Wtedy wchodzą do domu jego rywale przebrani za pracowników muzeum i odbierają od niego krzyż. Jednak upór i siła Indy’ego wzbudza podziw ich szefa (który podejrzanie przypomina dorosłego Indy’ego) i dlatego w nagrodę oddaje mu swój kapelusz.
W 1938 roku Indiana Jones otrzymuje propozycję uczestniczenia w wyprawie zorganizowanej w celu znalezienia św. Graala. Początkowo nie chce brać udziału w poszukiwaniu chrześcijańskiej relikwii. Zmienia zdanie, gdy dowiaduje się, że jeden z członków ekspedycji już zaginął i że jest nim jego ojciec, Henry Jones (Sean Connery). Choć ojciec i syn nie widzieli się od lat, Indiana decyduje się jechać do Wenecji, gdzie znajduje się grobowiec średniowiecznego rycerza, który dotarł do cudownego kielicha. Towarzyszy mu Marcus Brody. Napotyka austriacką Doktor Elsę Schneider, która na zlecenie nazistów ma przechwycić Graala. Mami Indy’ego propozycją współpracy.
Wkrótce wszyscy troje przeszukują grobowiec. Atakują ich tajemnicze indywidua, które porywają Brody’ego i ścigają Elsę i Jonesa na rzece. Po pościgu jeden z nich – Kazim – mówi Jonesowi, by nie szukał Graala. Jones i Elsa wyruszają jednak do Austrii, gdzie spotykają ojca Indy’ego i nazistów pod wodzą historyka Waltera Donovana i pułkownika Vogela. Wtedy też wychodzi na jaw, że Elsa jest ich wspólniczką. Podpaleniu ulega dom, skąd udaje się im wkrótce uwolnić.
Po widowiskowej uciecze przed Austriakami docierają do Niemiec, gdzie odnajdują dziennik, w którym zaznaczone jest miejsce spoczynku Graala. Indy spotyka też Adolfa Hitlera i przypadkowo dostaje od niego autograf. Później usiłuje wraz z ojcem uciec niemieckim Zeppelinem, ten jednak zawraca z powrotem do Niemiec. Po walce z nazistami Jonesom udaje się o własnych siłach wydostać z terenu III Rzeszy.
Tymczasem Brody zostaje porwany przez hitlerowców. Docierają do państwa Hatay. W ślad za nimi docierają Jonesowie i ich stary przyjaciel – Sallah. Atakują nazistów (przedtem Donovan i Elsa oddalili się na chwilę od Vogela i jego żołnierzy oraz Brody’ego). Rozpoczyna się strzelanina, w której udział biorą naziści i ludzie Kazima, który zostaje postrzelony kilkanaście razy, w wyniku czego umiera. Chwilę później ma miejsce widowiskowa walka w czołgu między Vogelem i jego ludźmi a czwórką głównych bohaterów. Ostatecznie czołg wraz z Vogelem i Indianą spada w przepaść. Vogel ginie, Indy’emu udaje się cudem przeżyć.
Jonesowie, Sallah i Brody docierają do starej budowli, w której spoczywa Graal. Są tam już Elsa i Donovan oraz ocalali naziści. By dotrzeć do Graala, śmiałek musi przejść trzy niezwykle trudne próby – test na wierność Bogu. Donovan śmiertelnie rani ojca Indiany – tylko Graal może go uzdrowić, a Indy nie ma wyjścia – musi znaleźć Graala. Udaje mu się ominąć ruchome brzytwy, wystukać imię Jehowa (zwracając uwagę na łacińską pisownię) na kamiennych płytkach i przejść po niewidzialnym moście. W ślad za nim podążają Donovan i Elsa. Docierają do starej krypty. Spotykają tam starego rycerza i kilkadziesiąt kielichów, jeden z nich to Graal. Donovan bierze fałszywy i w ciągu kilku sekund zaczyna się gwałtownie starzeć i w końcu obraca się w proch. Jones wybiera prawdziwy kielich. Nieśmiertelność zyska jednak jedynie wtedy, gdy nie wyniesie Graala z krypty – musi jednak ratować ojca, co udaje mu się. Jednak przez swoją chciwość Elsa łamie zakaz rycerza i spada w przepaść, a wraz z nią Graal.
Gdy Brody, Sallah i Jonesowie wychodzą z krypty, Henry Jones mówi Sallahowi i Brody’emu, ku wielkiej uciesze Sallaha, że Indy naprawdę nazywa się Henry Jones Junior, a przydomek Indiana ma po psie.

## Obsada

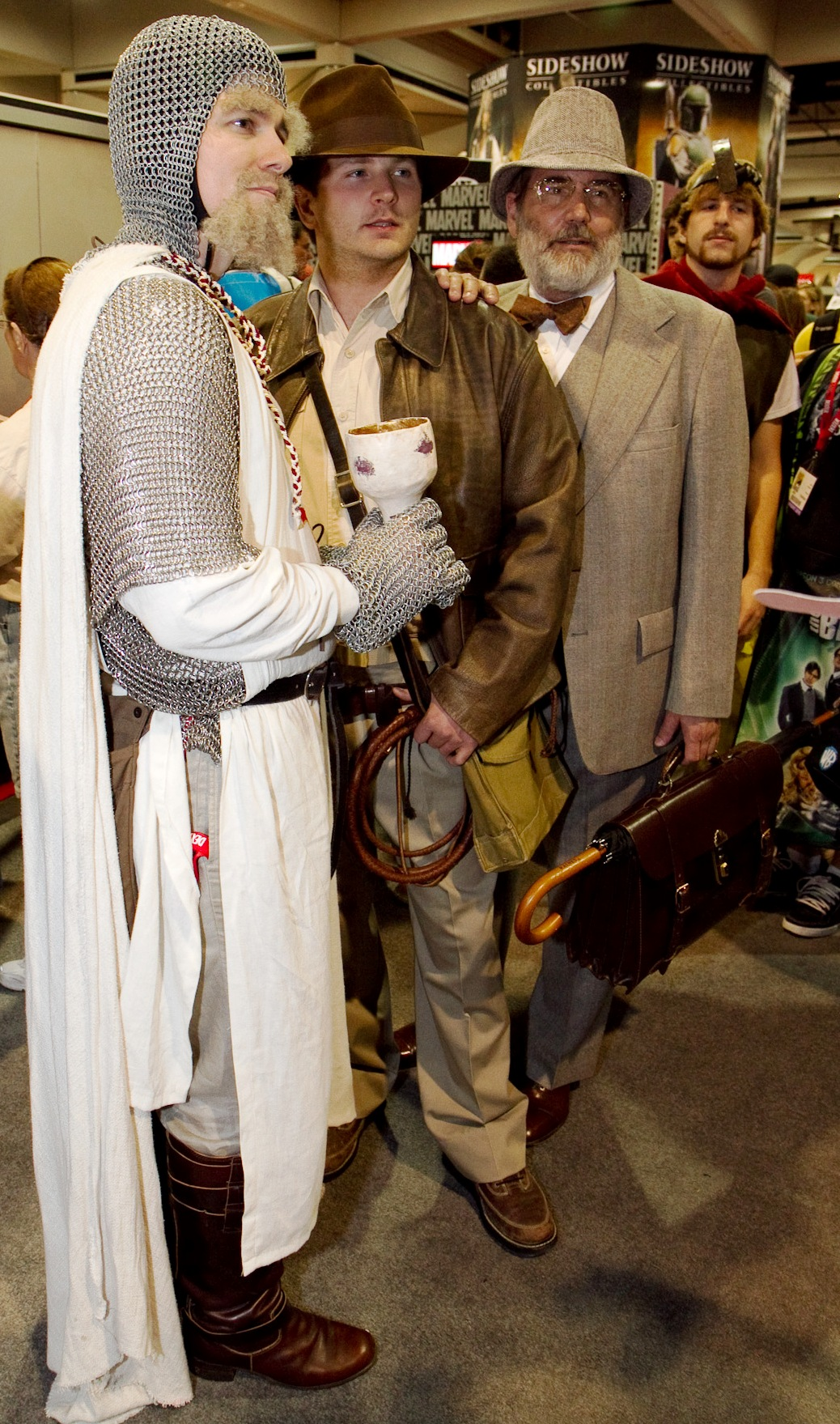
Kostiumy głównych bohaterów

- Harrison Ford – dr Henry „Indiana” Jones Jr.
  - River Phoenix – młody Indiana Jones
- Sean Connery – profesor Henry Jones Sr.
  - Alex Hyde-White – młody Henry Jones Sr.
- Denholm Elliott – Marcus Brody
- Alison Doody – dr Elsa Schneider
- John Rhys-Davies – Sallah
- Julian Glover – Walter Donovan
- Michael Byrne – Ernst Vogel
- Kevork Malikyan – Kazim
- Robert Eddison – rycerz strzegący św. Graala
- Paul Maxwell – mężczyzna w panamie
  - Tim Hiser – młody mężczyzna w panamie
- Richard Young – Fedora
- Michael Sheard – Adolf Hitler

## Produkcja

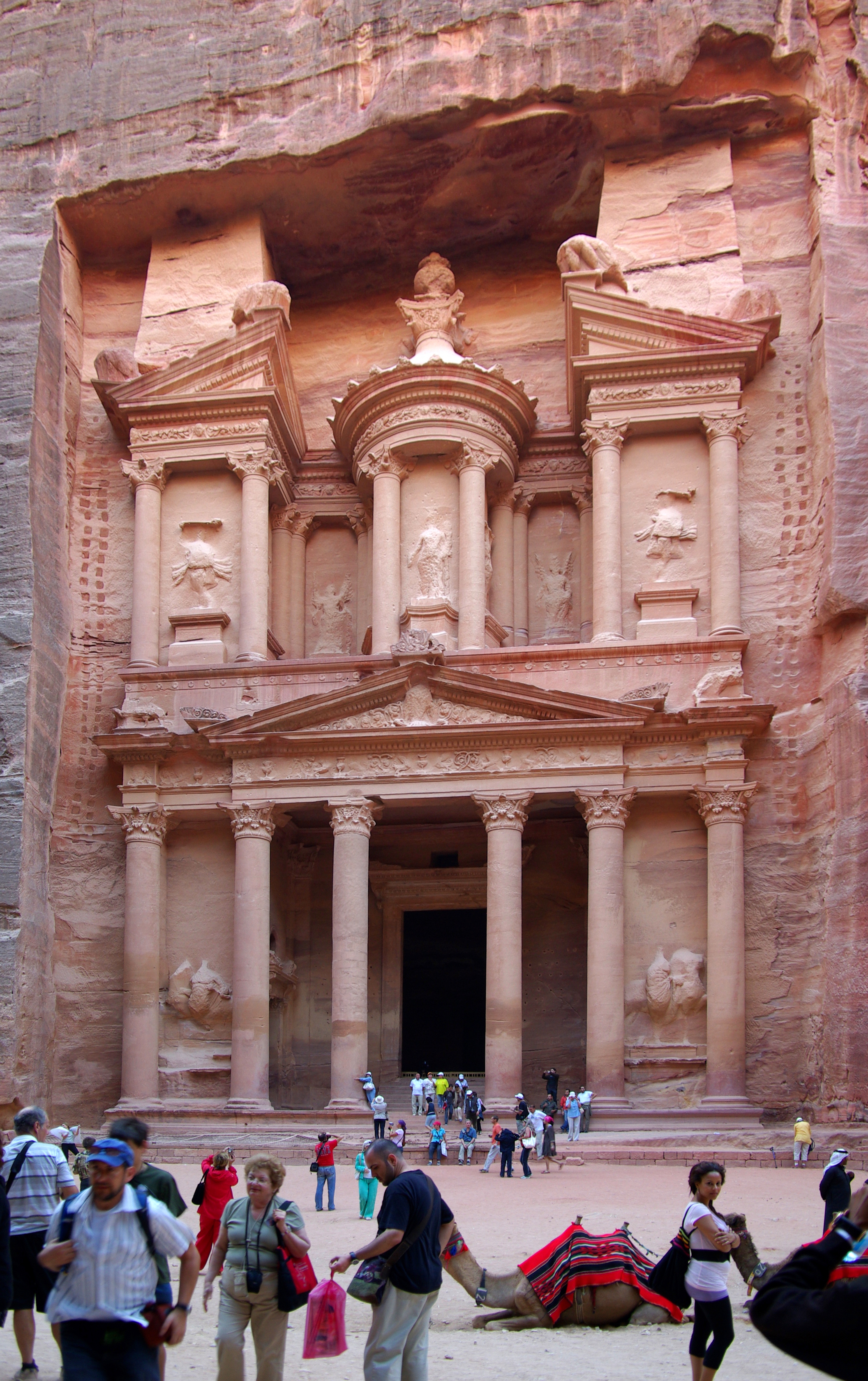
Ruiny Petry posłużyły jako scenografia filmowa

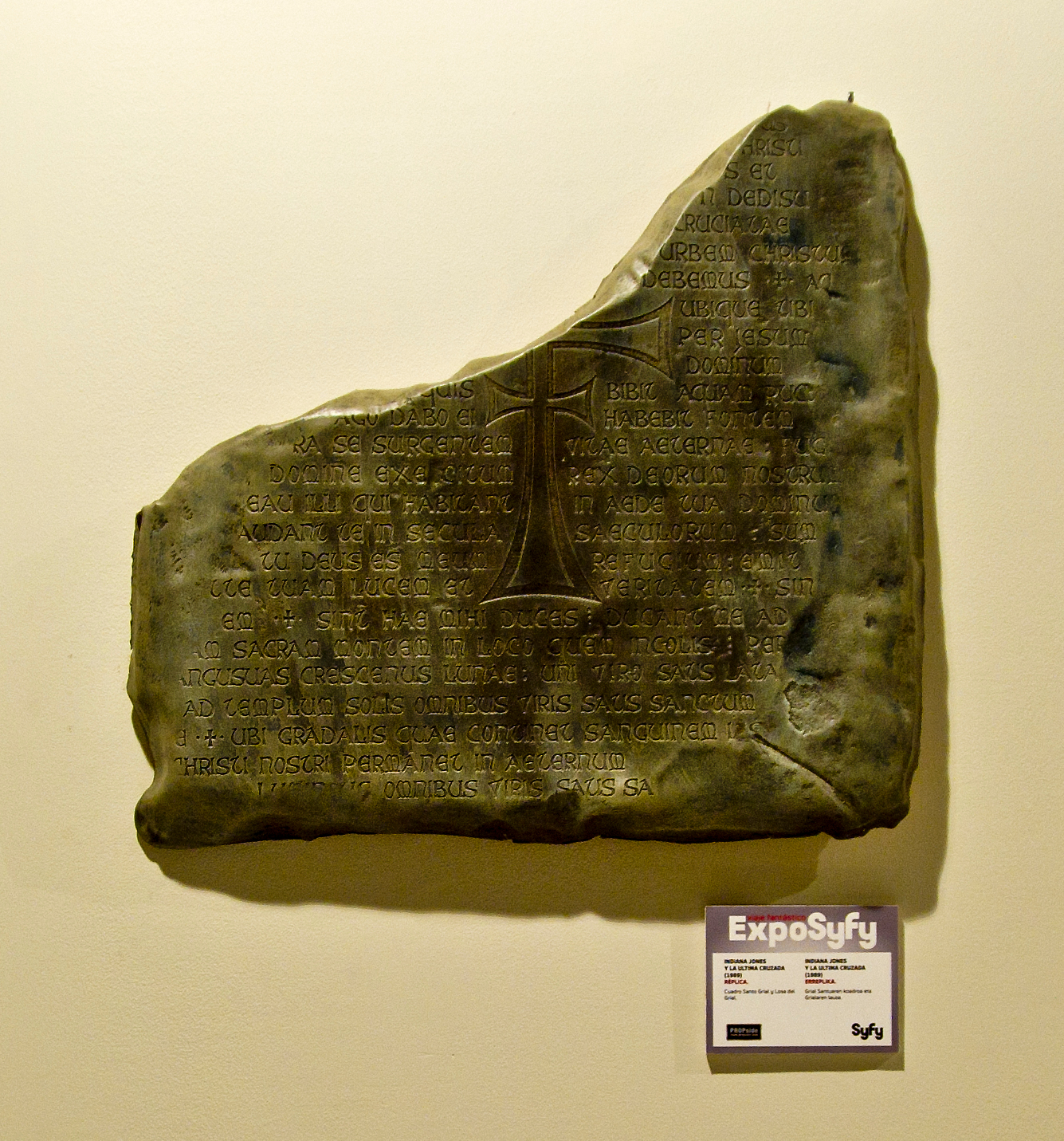
Replika rekwizytu z filmu.

Zdjęcia do filmu kręcono na terenie sześciu krajów (USA, Wielka Brytania, Hiszpania, Włochy, RFN i Jordania), położonych na trzech kontynentach. Pierwsze sceny nakręcono 16 maja 1988 roku na pustyni Tabernas w hiszpańskiej Andaluzji. Następnie, po około 10 dniach, ekipa przeniosła się do miasta Almería, gdzie w budynku tamtejszej ASP (Escuela de Arte de Almería) powstały sceny rozgrywające się w pałacu sułtana. Hiszpańską część zdjęć kontynuowano w parku krajobrazowym Cabo de Gata-Níjar i ostatecznie zakończono 2 czerwca 1988 w Guadix.
W Niemczech nakręcono sceny plenerowe na zamku Bürresheim w Nadrenii-Palatynacie, jednakże wnętrza zamkowe filmowano już w angielskim studiu, dokąd ekipa udała się 5 czerwca 1988. Angielska część zdjęć miała miejsce w Londynie (m.in. Lawrence Hall i Mill Hill), w bazie RAF North Weald (hrabstwo Essex), w porcie w Tilbury (Essex), w Stowe (Buckinghamshire) oraz w budynku Royal Masonic School for Girls w Rickmansworth (Hertfordshire), gdzie 5 sierpnia zakończono pracę na Wyspach Brytyjskich.
8 sierpnia 1988 ekipa filmowa rozpoczęła zdjęcia w Wenecji (m.in. Canal Grande, kościół św. Barnaby). Następnie przeniesiono się do filmowania scen w okolicach starożytnego miasta Petra w Jordanii. Po 63 dniach zdjęć główna część obsady zakończyła prace nad filmem.
Pozostałe sceny i sekwencje nakręcono w USA, m.in. w Alamosa, Pagosa Springs i Cortez (stan Kolorado), w Parku Narodowym Arches (Utah) oraz w Fairfax, Mount Tamalpais i Los Angeles (Kalifornia). Finalne ujęcie odjeżdżających ku zachodzącemu słońcu bohaterów powstało w Amarillo w stanie Teksas.

## Nagrody i nominacje
- 62. ceremonia wręczenia Oscarów:
  - Najlepsza muzyka – John Williams (nominacja)
  - Najlepszy montaż dźwięku – Ben Burtt i Richard Hymns (wygrana)
  - Najlepszy dźwięk – Ben Burtt, Gary Summers, Shawn Murphy i Tony Dawe (nominacja)
- 43. ceremonia wręczenia nagród Brytyjskiej Akademii Filmowej (BAFTA):
  - Najlepszy dźwięk – Ben Burtt, Gary Summers, Shawn Murphy i Tony Dawe (nominacja)
  - Najlepsze efekty specjalne – George Gibbs, Michael J. McAlister, Mark Sullivan i John Ellis (nominacja)
  - Najlepszy aktor drugoplanowy – Sean Connery (nominacja)
- 47. ceremonia wręczenia Złotych Globów
  - Najlepszy aktor drugoplanowy – Sean Connery (nominacja)
- 32. ceremonia wręczenia nagród Grammy:
  - Najlepszy album bądź instrumentalna ścieżka dźwiękowa do filmu lub serialu – John Williams (nominacja)
- 17. ceremonia rozdania nagród Saturna:
  - Najlepszy aktor – Harrison Ford (nominacja)
  - Najlepszy scenariusz – Menno Meyjes, George Lucas i Jeffrey Boam (nominacja)
  - Najlepsze kostiumy – Anthony Powell i Joanna Johnston (nominacja)
  - Najlepszy film fantasy (nominacja)
- Nagrody Japońskiej Akademii Filmowej 1989:
  - Najlepszy film obcojęzyczny (nominacja)
- 11. ceremonia wręczenia nagród Young Artist:
  - Najlepszy dramat (nominacja)
- Nagrody Hugo 1990:
  - Najlepsza prezentacja dramatyczna (wygrana)[5]